# Posteo
Posteo é um provedor de serviços de email que tem sua sede Berlim, na Alemanha, oferecendo pago contas de e-mail particulares e para empresas. O serviço ganhou proeminência durante o resultado do Global surveillance disclosures, especialmente por seu alto padrão de segurança e certo nível de anônimato pois é necessária qualquer informação particular no processo de cadastro no serviço.
O Posteo oferece suporte a DNSSEC/DANE e PGP (através de Mailvelope na interface da web que está executando o Roundcube). Além disso, eles oferecem o recurso de autenticação em 2 fatores através de TOTP e uso Prolongado de Validação de certificados e HPKP para a conexão HTTPS.